# Juillac-le-Coq
Juillac-le-Coq  là một xã thuộc tỉnh Charente trong vùng Nouvelle-Aquitaine tây nam nước Pháp. Xã nay có độ cao trung bình 66 mét trên mực nước biển.